# Ilaha Gasimova
Ilaha Gasimova, née le 14 octobre 1992 à Bakou, est une karatéka azerbaïdjanaise pratiquant le kumite.

## Carrière
Elle remporte la médaille de bronze des moins de 55 kg aux Jeux européens de 2015 à Bakou. Aux Championnats d'Europe de karaté 2016, elle est sacrée championne d'Europe de kumite par équipes. Elle obtient aux Jeux de la solidarité islamique 2017 à Bakou la médaille d'argent en moins de 55 kg.